# Sodinger Bach
Der Sodinger Bach ist ein linkes Nebengewässer des  Landwehrbachs in Herne-Sodingen. Er hat eine oberirdische Fließlänge von rund 1,6 km. 
Der Bachlauf ist kanalisiert und verrohrt. Er diente als Vorfluter für die Schmutz- und Reinwasserströme im östlichen Teil des Herner Stadtgebietes. Im Rahmen des Projekts Umbau des Emschersystems ist die Umgestaltung des Sodinger Bachs zu einem offen geführten Reinwasserlauf geplant. 
Der Bach wird im dicht besiedelten Ortskern von Sodingen unterirdisch geführt und tritt nördlich des Geländes der ehemaligen Zeche Mont Cenis an der Kantstraße zu Tage. Der Bach fließt, westlich des Naturschutzgebiets Voßnacken, nach Norden. Ein Teil des Einzugsgebietes des Sodinger Bachs befindet sich, als Folge des Ruhrbergbaus, in Polderlage, so dass die Entwässerung über ein Pumpwerk erfolgt. Die Mündung des Sodinger Bachs in den Landwehrbach liegt unmittelbar nördlich der Köln-Mindener-Eisenbahn und der Josefinenstraße.
Der Oberlauf des Sodinger Bachs, südlich des Sodinger Ortszentrums wird Langelohbach genannt. Im unterirdischen Teil des Bachlaufs mündet der vom Gysenberg zufließende Ruhmbach von links ein.

## Geplante Renaturierung
Die Emschergenossenschaft plant im Rahmen des Umbaus des Emschersystems, in den nächsten Jahren parallel zum Sodinger Bach einen unterirdischen Abwasserkanal zu errichten und anschließend den Bach zusammen mit dem Landwehrbach zu renaturieren. In diesem Zusammenhang soll auch der Oberlauf des Ostbachs oberirdisch von links in den Sodinger Bach übergeleitet werden.